# Tramway de Colmar

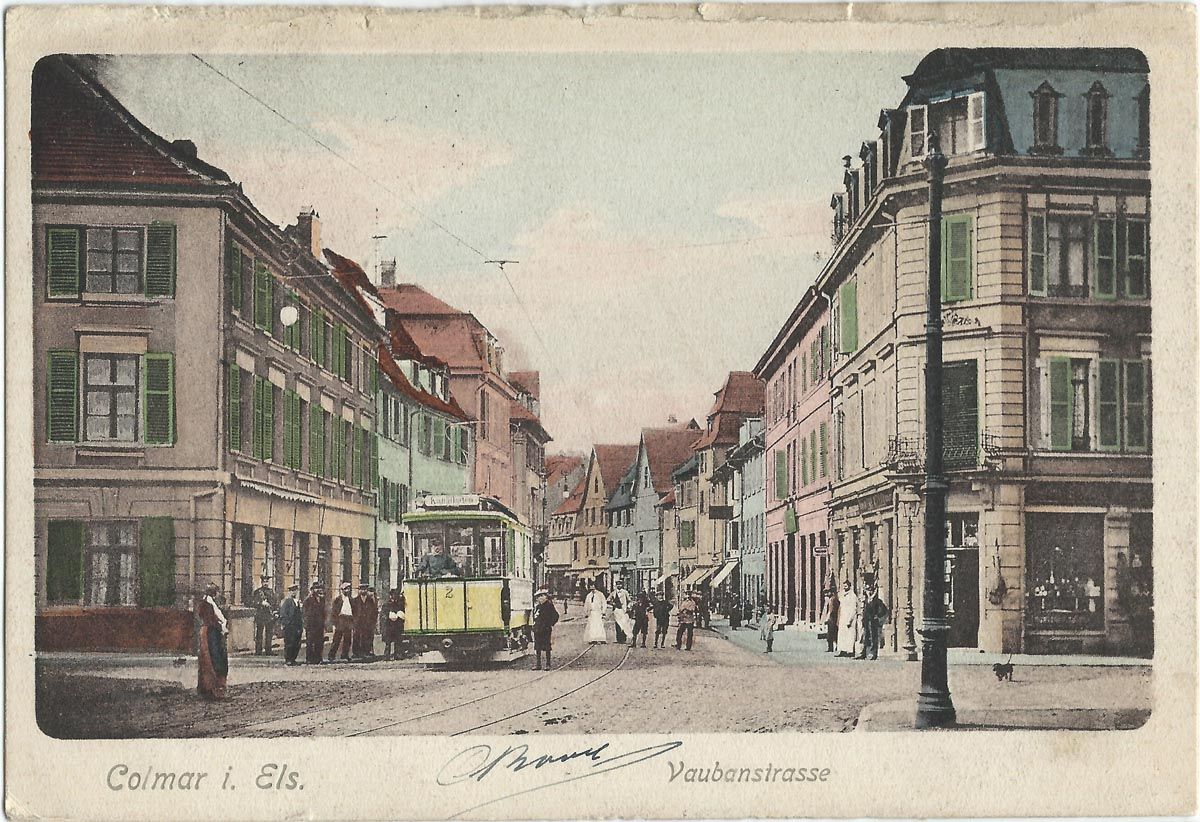
Un tramway dans la rue Vauban vers 1905.

Le tramway de Colmar a fonctionné dans la  ville de Colmar dans le département du Haut-Rhin entre 1901 et 1960. La longueur du réseau était de 5 km et comprenait deux lignes construite à voie métrique et électrifiées.
Ces lignes succèdent à un service d'omnibus à chevaux créé en 1879. La Compagnie allemande Städtische Straßenbahn Colmar (Compagnie des Tramways municipaux de Colmar) exploite le réseau jusqu'en 1919. Le réseau est exploité ensuite par les Usines municipales de Colmar (UMC).
Il existait une ligne suburbaine de Colmar à Wintzenheim affermée par la compagnie en 1935.

## Les lignes
- Ligne 1 (bleue) : Gare - Port du Canal[1],[2], (2,3 km): ouverture le 16 mars 1902, fermeture le 10 novembre 1956[3] puis réouverture dans le cadre de la crise de Suez et fermeture le 17 mars 1957 ;
- Ligne 2 (rouge): Route de Strasbourg - Route de Bâle[2] (2,4 km): ouverture en 1914, fermeture le 15 janvier 1938 ;
- Ligne 3 : Colmar (Théâtre) - Wintzenheim[2] (5 km): ouverture en 1891 et exploitée par la compagnie le 1er mai 1935, fermeture le 31 janvier 1960.

## Matériel roulant
- 9 motrices livrées en 1901, no 1 à 9, plates formes ouvertes ;
- 7 motrices livrées en 1914 par De Dietrich, no 10 à 16, plates formes fermées ;
- 2 motrices livrées en 1935 ;
- 4 remorques livrées en 1935.

## Nouveau projet
Un sondage réalisé en 2016 sur 994 personnes montrent que 56 % des interrogés souhaitent le retour d'un tramway sur fer. Son tracé ferré pourrait relier Logelbach et Horbourg-Wihr. Ses défenseurs soutiennent que d'autres villes plus petite que Colmar possèdent un tramway, telles que Aubagne et Valenciennes.